# ヤンガンビ
ヤンガンビとは、コンゴ民主共和国のイサンギにある都市のひとつである。

## 地理
コンゴ川の北側にあり、東のキサンガニに接続する国道408号線沿いに位置している。国道408号線は、未舗装道路のために雨季の時期にはあまり使われておらず行くことが困難である。
Wekoからヤンガンビに向かうのも困難である。

## 気候
平均年間降水量は1835mmである。
一年で8月は最も乾燥する時期で、最も雨が降る時期は2月である。
乾季でも曇り空である傾向が多い。

## 交通
ヤンガンビ空港がある。

## 農業研究
植民地時代から農業研究から始まり、コンゴ川北岸に道路に平行に沿ってINEACが建設された。
研究所は、国で使える様々な大豆の品種の数を開発し1950年代にはINEACの研究者がブラックリーフストリーク病に耐性があり、貧しい土壌でも生産的で優れた味のバナナを発見した。
この品種は、タイ南部に起源で、北東部のキロモトで導入されたのち、第二次世界大戦前にヤンガンビに入ったと考えられている。
ヤンガンビでは、アブラヤシは、沿岸地域と比較すると収穫率が低い。大陸の日較差が関係していると考えられている。
最近ではワシントンD.C.の国際食糧政策研究所などの研究所が国の作物の収穫量を改善と農業開発に使用するために、政府にデータを提供している。

## 生物圏保護区
市の北東部に広がる熱帯雨林は1976年に生物圏保護区に指定されている。欧州開発基金の支援を受けたFORETSプロジェクトはヤンガンビとキサンガニに拠点を置き、ツォポ州の生物多様性と生態系の保全と持続可能な利用、そして地域経済の発展を目指す生物圏保護区の統合開発を推進している。